# Soborzyce
Soborzyce – wieś w Polsce, położona w województwie śląskim, w powiecie częstochowskim, w gminie Dąbrowa Zielona. 
Wieś duchowna Wszemborzyce, własność opactwa cystersów w Jędrzejowie położona była w końcu XVI wieku w powiecie radomszczańskim województwa sieradzkiego.
W latach 1975–1998 miejscowość administracyjnie należała do województwa częstochowskiego.

## Integralne części wsi
| SIMC    | Nazwa    | Rodzaj    |
| ------- | -------- | --------- |
| 0131009 | Bocian   | osada     |
| 0130984 | Maćkówka | część wsi |
| 0130990 | Wierzbie | część wsi |
| 0131021 | Osiny    | część wsi |

## Historia miejscowości
Soborzyce położone są na terenie zasiedlonym już we wczesnym średniowieczu. Dowodem na to są liczne znaleziska archeologiczne. Wieś została wymieniona w roku 1248 jako posiadłość cystersów z klasztoru w Jędrzejowie. Ówczesna wieś leżała na dzisiejszych polach, w stronę Koniecpola. Były tu liczne stawy i młyn wodny, po których ślady są widoczne do dziś. Na terenie wsi istniał dwór, a także drewniany kościół z XIII w. Kościół przetrwał prawdopodobnie do XVIII, do wybudowania w roku 1738 nowego także drewnianego kościoła. Spłonął on 7 października 1959 roku, a na jego miejscu został wybudowany obiekt murowany.
Na terenie wsi stały dwa drewniane wiatraki, jeden z nich należał do niemieckiego kolonisty Ludwika Hartwiga, jego ruiny stoją do dziś. Drewniane i kamienne domy kryte strzechą stopniowo zastępowane są przez nowe budynki, we wsi licznie gniazdują bociany.
Na terenie wsi licznie występują skały wapienne, bogate w skamieniałe okazy jurajskiej fauny.
Pierwsza wzmianka o wsi pojawiła się w roku 1249 w dokumencie Kazimierza ks. łęczyckiego i sieradzkiego w brzmieniu - Szeborych, tj. Soborzyce. Nazwa ta przechodziła liczne przeobrażenia. W roku następnym występuje jako Xebotith, u Jana Długosza znana jest jako Wszeborzice, Szwyeborzicze. W pierwszej połowie XVI stulecia pojawiły się nazwy: Wszeborzyce, Wsemborzice lub Wszemborzyce. Ziemie Soborzyc przeszły drogą zamiany we władanie klasztoru jędrzejowskiego, co miało miejsce na zjeździe książąt Bolesława Wstydliwego, Ziemowita mazowieckiego i Kazimierza łęczycko- sieradzkiego w Inowrocławiu w roku 1249.
Wizytacja arcybiskupa gnieźnieńskiego i Kanclerza Królestwa Polskiego Jana Łaskiego podała dokładniejsze dane dotyczące parafii w Soborzycach. Był tu kościół pod wezwaniem Jedenastu Tysięcy Dziewic Towarzyszek św. Urszuli. Do parafii należała wieś Soborzyce oraz dwór znajdujący się w tej miejscowości.
Pierwszy kościół drewniany, pochodzący prawdopodobnie z XIII przetrwał aż do XVIII stulecia. Ale być może iż w połowie XIV wieku był wybudowany drugi kościół. Z powodu zniszczenia został rozebrany, a w 1729 roku staraniem proboszcza cysterskiego o. Kazimierza Węglińskiego do zachowanej murowanej zakrystii dobudowano nowy kościół drewniany modrzewiowy, jednonawowy z jedną wieżą. Przetrwał aż do połowy XX wieku dzięki temu, iż był kilkakrotnie gruntowanie remontowany.
Na początku XIX w. gwałtownie zmniejszyła się liczba kleru diecezjalnego. W takiej sytuacji wiele małych placówek parafialnych nie mogło dalej istnieć samodzielnie, więc łączono je z sąsiednimi parafiami. Parafia Soborzyce została przyłączona do parafii Cielętniki.
Taki stan rzeczy istniał od początku 1827 roku, aż do 1925 roku kiedy to biskup Stanisław Zdzitowiecki wznowił parafię w Soborzycach. 7 października 1959 roku miał miejsce pożar, który pochłonął cały kościół. Dzieła budowy nowego podjął się ks. Stanisław Hans w latach 1963- 1966. Jego projekt przygotowali inż. arch. Leszek Łukoś i Ludwik Mackiewicz z Łodzi w stylu nowoczesnym.